# Красовский, Евгений Евстафьевич
Евге́ний Евста́фьевич Красо́вский (бел. Красоўскі Яўген Яўстафавіч; 16 (29) ноября 1908, Баку — 14 июля 1980, Минск) — белорусский советский художник, заслуженный работник культуры БССР (1975). Работал в различных жанрах: тематическая картина, костюмы и декорации в театре, пейзажи, натюрморты, настенная роспись, мозаика, офорты, книжная графика, зарисовки, экслибрис, керамика. Использовал разные техники, школы, направления: реализм, импрессионизм, постимпрессионизм. Произведения Е. Е. Красовского находятся в Национальном художественном музее Беларуси, в Музее современного изобразительного искусства в Минске, в Музее истории Великой Отечественной войны, в частных коллекциях.

## Биография
Родился 29 ноября 1908 года в городе Баку, в семье почтово-телеграфного служащего, в 1922 году семья переехала в Минск. В 1924—1927 работал в мастерской театрально-декорационного искусства Первого Белорусского драматического театра (БДТ-1) под руководством О. П. Марикса и К. С. Тихонова. В 1927—1930 обучался в Белорусском государственном художественном техникуме в Витебске. В 1935—1936 совершенствовался в Киевском художественном институте у А. М. Черкасского и К. Н. Елевы. Член Белорусского союза художников с 1940 года.
Работал в различных жанрах станковой живописи: сюжетно-тематическая картина, портрет, натюрморт, пейзаж. Занимался станковой графикой (офорт, линогравюра, эстамп), писал акварели. Работал в малой графике (экслибрис) и в монументальном искусстве. Совместно с Н. Тарасиковым расписал кинотеатр «Беларусь», с В.Занковичем и Э.Левиным — планетарий и др..
Умер 14 июля 1980 года в своей мастерской, работая над групповым портретом белорусских художников и искусствоведов.

## Художественные выставки
Работы Красовского участвовали в художественных выставках с 1930 года. В 1934 году в Минске состоялась первая персональная выставка. Следующие персональные выставки проходили в Минске в 1968 и 1974 годах, в Гродно в 1969 году.
Красовский был участником всесоюзных художественных выставок в Москве — в 1946, 1950, 1957 и 1961 годах. Участвовал во всесоюзных выставках эстампа в 1957 году в Ленинграде и в 1962 году в Киеве.
Произведения выставлялись на международных выставках в 1959 году в Бухаресте, в 1963 в Варшаве, в 1967 году в Ноттингеме и в Париже, в 1969 году в Финляндии. Экслибрисы были представлены в 1970 году на выставке ЭКСПО-70 в Японии и в 1971 году в Лейпциге на выставке «Советский экслибрис ИБА-71».

## Альбомы и каталоги
- Красовский Евгений Евстафьевич, художник-живописец. Выставка в Доме художника. — Минск, 1934.
- Каталог. Союз художников БССР. Государственный художественный музей БССР. Выставка произведений Е.Е.Красовского, посвященная 50-летию со дня рождения и 30-летию творческой деятельности (бел.). — Минск, 1958.
- Выставка произведений художника Е. Е. Красовского. Каталог. — Минск—Вильнюс, 1959.
- Каталог. Союз художников БССР. Выставка произведений художника Е.Е.Красовского. Посвящена 60-летию со дня рождения (бел.). — Минск, 1968.
- Союз художников БССР. Выставка произведений заслуженного работника культуры БССР художника Красовского Евгения Евстафьевича, посвященная 70-летию со дня рождения и 50-летию творческой деятельности. — Минск, 1978.
- Евгений Евстафьевич Красовский (1908 – 1980). La Sandr Художественная галерея. — Минск, 2002.